# Gyaing
Gyaing és un riu de Birmània. Es forma per la unió del Hlaing-bwai i el Haungtharaw, prop del poble de Gyaing que li dona nom, i corre a l'oest durant més de 70 km fins a desaiguar al riu Salween a Mawlamyaing. El riu té diversos bancs d'arena i només és navegable per bots. Les viles principals a la seva riba són Kado (a la desembocadura), Zatha-byin, Tarana i Dammatha.